# Mahasarakham SBT FC
Der Mahasarakham SBT Football Club (thailändisch สโมสรฟุตบอลมหาสารคาม เอสบีที) ist ein thailändischer Fußballverein aus Maha Sarakham, der in der Thai League 2, der zweithöchsten thailändischen Spielklasse, spielt.

## Geschichte
Der Verein wurde im Jahr 2009 gegründet und startete in der dritten Liga des Landes, der Regional League Division 2. Hier trat man in der North/Eastern Region an. Nach Einführung der Ligareform im Jahr 2017 spielte der Verein in der vierten Liga, der Thai League 4, ebenfalls in der North/Eastern Region. Die Saison 2020 wurde nach zwei Spieltagen wegen der COVID-19-Pandemie unterbrochen. Während der Unterbrechung beschloss der Verband, dass nach Wiederaufnahme des Spielbetriebs die dritte- und die vierte Liga zusammengelegt werden. Nach der Unterbrechung spielte der Verein in der North/Eastern Region der dritten Liga. Im Sommer 2021 wurde der Verein in Mahasarakham SBT Football Club (Mahasarakham Sam Bai Thao FC) umbenannt. Am Ende der Saison 2022/23 feierte man die Meisterschaft der Region. In den Aufstiegsspielen zur zweiten Liga konnte man sich jedoch nicht durchsetzen. Die Saison 2023/24 schloss man als Tabellenzweiter ab und qualifizierte sich wieder für die Aufstiegsspiele zur zweiten Liga. In der Upper Region der Aufstiegsspiele belegte man hinter dem Sisaket United FC den zweiten Platz. In dem Spiel um den dritten Aufstiegsplatz konnte man sich gegen den Phatthalung FC, den Zweitplatzierten der Lower Region, durchsetzen und stieg somit das erste Mal in die zweite Liga auf.

## Erfolge
- Thai League 3 – North/East: 2022/23
- Thai League 3 – North/East: 2023/24 (2. Platz)
- Thai League 3: 2023/24 (3. Platz)  ▲

## Stadion
Der Verein trägt seine Heimspiele im Mahasarakham Province Stadium in Maha Sarakham aus. Das Stadion hat eine Kapazität von 3000 Personen. Eigentümer sowie Betreiber ist Mahasarakham Provincial Administration Organization.

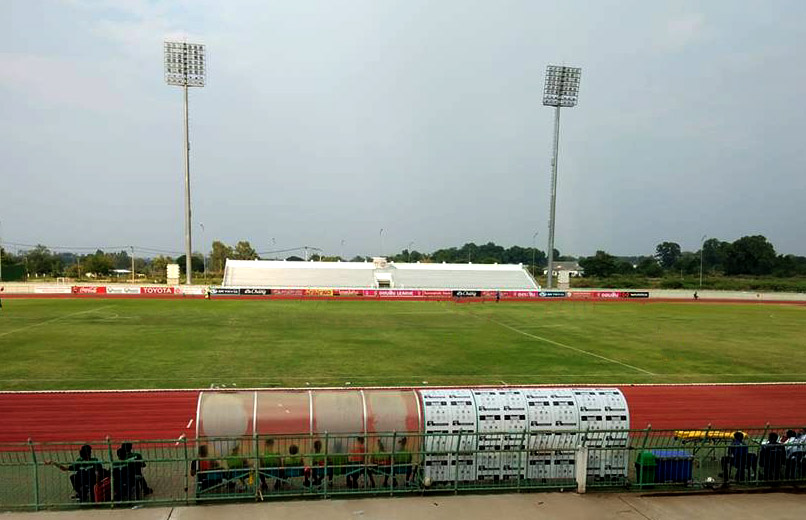
Mahasarakham Province Stadium

### Spielstätten
| Saison         | Stadion                                  | Standort                             | Kapazität | Eigentümer                                          | Koordinaten                       |
| -------------- | ---------------------------------------- | ------------------------------------ | --------- | --------------------------------------------------- | --------------------------------- |
| 2009 bis 2011  | IPE Mahasarakham Stadium                 | Maha Sarakham, Provinz Maha Sarakham | N/A       | Institute of Physical Education                     | 16° 12′ 0″ N, 103° 15′ 56,8″ O    |
| 2012 bis 2013  | Mahasarakham Rajabhat University Stadium | Maha Sarakham, Provinz Maha Sarakham | 4347      | Mahasarakham Rajabhat University                    | 16° 11′ 55,3″ N, 103° 16′ 24,3″ O |
| 2014           | IPE Mahasarakham Stadium                 | Maha Sarakham, Provinz Maha Sarakham | N/A       | Institute of Physical Education                     | 16° 12′ 0″ N, 103° 15′ 56,8″ O    |
| 2015 bis heute | Mahasarakham Province Stadium            | Maha Sarakham, Provinz Maha Sarakham | 3000      | Mahasarakham Provincial Administration Organization | 16° 9′ 14,9″ N, 103° 18′ 58,7″ O  |

## Aktueller Kader
Stand: 1. Februar 2025
| Nr. |           | Position | Name                  |
| --- | --------- | -------- | --------------------- |
| 2   | Thailand  | AB       | Jetjinn Sriprach      |
| 4   | Thailand  | AB       | Teerapong Deehamhae   |
| 5   | Thailand  | AB       | Nattawut Salae        |
| 6   | Brasilien | AB       | Evson Patrício        |
| 7   | Korea Sud | MF       | Kim Joo-chan          |
| 8   | Thailand  | MF       | Alongkorn Jornnathong |
| 9   | Thailand  | ST       | Nantawat Suankaew     |
| 10  | Brasilien | ST       | Leandro Assumpção     |
| 11  | Thailand  | ST       | Nattawut Sombatyotha  |
| 13  | Thailand  | MF       | Wanchalerm Yingyong   |
| 14  | Thailand  | MF       | Akkaradech Thaosiri   |
| 15  | Thailand  | AB       | Noppanon Kachaplayuk  |
| 16  | Thailand  | MF       | Phumin Kaewta         |
| 17  | Thailand  | AB       | Anuwat Phikulsri      |
| 18  | Thailand  | TW       | Chaiyapat Honbanleng  |

| Nr. |            | Position | Name                         |
| --- | ---------- | -------- | ---------------------------- |
| 19  | Thailand   | ST       | Kittipong Wongma             |
| 21  | Thailand   | AB       | Sathaporn Daengsee           |
| 22  | Thailand   | AB       | Panomporn Puangmalai         |
| 23  | Thailand   | ST       | Chitchanok Xaysensourinthone |
| 25  | Thailand   | ST       | Puntakid Pombuppa            |
| 27  | Indonesien | ST       | Ronaldo Kwateh               |
| 28  | Thailand   | TW       | Samuel Cunningham            |
| 29  | Thailand   | MF       | Teerapak Punboonchu          |
| 33  | Thailand   | MF       | Panot Wiriyakul              |
| 37  | Thailand   | MF       | Gan Kleabphueng              |
| 40  | Thailand   | TW       | Sornnarai Jumrurai           |
| 44  | Thailand   | AB       | Piyachanok Darit             |
| 55  | Thailand   | AB       | Suwat Chanbunpha             |
| 69  | Thailand   | TW       | Jirunpong Thamsiha           |
| 99  | Brasilien  | ST       | Jardel                       |

## Beste Torschützen seit 2010
| Saison    | Name                                   | Tore |
| --------- | -------------------------------------- | ---- |
| 2010      | Manusachai Phupaisit Sebastien Tonsant | 8    |
| 2011–2016 | N/A                                    |      |
| 2017      | Rewat Yothapakdee                      | 17   |
| 2018      | Rewat Yothapakdee                      | 12   |
| 2019      | Nitipong Ruangsa                       | 4    |
| 2020/21   | Teerathep Pangkam                      | 4    |
| 2021/22   | Fellipe Veloso                         | 5    |
| 2022/23   | Nattapon Thaptanon Wanit Chaisan       | 9    |
| 2023/24   | Leandro Assumpção                      | 18   |
| 2024/25   |                                        |      |

## Trainer
| Name               | von              | bis   |
| ------------------ | ---------------- | ----- |
| Jakaraj Tonehongsa | 21. Oktober 2021 | heute |

## Saisonplatzierung
| Saison              | Liga                                    | Liga            | Liga            | Liga            | Liga            | Liga            | Liga            | Liga            | Liga            | Pokal               | Pokal                  | Pokal           |
| Saison              | Liga                                    | Level           | Spiele          | S               | U               | N               | Tore            | Punkte          | Position        | FA Cup              | League Cup             | T3 Cup          |
| Mahasarakham FC     | Mahasarakham FC                         | Mahasarakham FC | Mahasarakham FC | Mahasarakham FC | Mahasarakham FC | Mahasarakham FC | Mahasarakham FC | Mahasarakham FC | Mahasarakham FC | Mahasarakham FC     | Mahasarakham FC        | Mahasarakham FC |
| ------------------- | --------------------------------------- | --------------- | --------------- | --------------- | --------------- | --------------- | --------------- | --------------- | --------------- | ------------------- | ---------------------- | --------------- |
| 2009                | Regional League Division 2 – North/East | 3               | 20              | 5               | 5               | 10              | 29:42           | 20              | 8.              | 1. Runde            | –                      |                 |
| 2010                | Regional League Division 2 – North/East | 3               | 30              | 9               | 10              | 11              | 47:47           | 37              | 9.              | –                   | –                      |                 |
| 2011                | Regional League Division 2 – North/East | 3               | 30              | 4               | 15              | 11              | 21:30           | 27              | 11.             | –                   | –                      |                 |
| 2012                | Regional League Division 2 – North/East | 3               | 30              | 11              | 12              | 7               | 38:24           | 45              | 8.              |                     | 1. Qualifikationsrunde |                 |
| 2013                | Regional League Division 2 – North/East | 3               | 30              | 11              | 12              | 7               | 34:27           | 45              | 7.              | –                   | 2. Qualifikationsrunde |                 |
| 2014                | Regional League Division 2 – North/East | 3               | 26              | 11              | 6               | 9               | 29:31           | 39              | 5.              | –                   | 1. Runde               |                 |
| 2015                | Regional League Division 2 – North/East | 3               | 34              | 8               | 5               | 21              | 35:73           | 29              | 15.             | –                   | 1. Qualifikationsrunde |                 |
| 2016                | Regional League Division 2 – North/East | 3               | 26              | 11              | 7               | 8               | 40:36           | 40              | 6.              | –                   | –                      |                 |
| 2017                | Thai League 4 – North/East              | 4               | 33              | 12              | 8               | 13              | 52:67           | 44              | 7.              | –                   | –                      |                 |
| 2018                | Thai League 4 – North/East              | 4               | 26              | 7               | 9               | 10              | 31:37           | 30              | 10.             | –                   | 1. Qualifikationsrunde |                 |
| 2019                | Thai League 4 – North/East              | 4               | 24              | 4               | 9               | 11              | 18:29           | 21              | 12.             | –                   | –                      |                 |
| 2020                | Thai League 4 – North/East              | 4               | 2               | 0               | 1               | 1               | 1:3             | 1               | 9.              |                     |                        |                 |
| 2020/21             | Thai League 3 – North/East              | 3               | 15              | 3               | 2               | 10              | 17:45           | 11              | 11.             | –                   | –                      |                 |
| Mahasarakham SBT FC |                                         |                 |                 |                 |                 |                 |                 |                 |                 |                     |                        |                 |
| 2021/22             | Thai League 3 – North/East              | 3               | 24              | 9               | 5               | 10              | 30:32           | 32              | 7.              | 2. Runde            | Play-off-Runde         |                 |
| 2022/23             | Thai League 3 – North/East              | 3               | 24              | 15              | 7               | 2               | 40:17           | 52              | 1.              | 1. Runde            | 1. Qualifikationsrunde |                 |
| 2023/24             | Thai League 3 – North/East              | 3               | 24              | 16              | 6               | 2               | 68:26           | 54              | 2. ▲            | Qualifikationsrunde | 1. Runde               | Achtelfinale    |
| 2024/25             | Thai League 2                           | 2               | 32              | 13              | 9               | 10              | 44:39           | 48              | 5.              | 2. Runde            | Play-off-Spiele        | –               |

| Abbruch nach dem zweiten Spieltag aufgrund der COVID-19-Pandemie in Thailand |

## Sponsoren
| Jahr | Ausrüster | Trikotsponsor |
| ---- | --------- | ------------- |
| 2018 | N/A       | Leo           |
| 2019 | N/A       | Leo           |
| 2020 |           |               |

## Zuschauerzahlen seit 2021
| Saison  | Liga          | Level | Gesamt- zuschauerzahl | Höchste Zuschauerzahl | Niedrigste Zuschauerzahl | Durchschnittliche Zuschauerzahl |
| ------- | ------------- | ----- | --------------------- | --------------------- | ------------------------ | ------------------------------- |
| 2021/22 | Thai League 3 | 3     | 3.761                 | 464                   | 0                        | 342                             |
| 2022/23 | Thai League 3 | 3     | 18.094                | 11.444                | 389                      | 1.508                           |
| 2023/24 | Thai League 3 | 3     | 6.805                 | 702                   | 463                      | 567                             |
| 2024/25 | Thai League 2 | 2     | 34.601                | 2.777                 | 1.522                    | 2.035                           |